# Steven Waddington

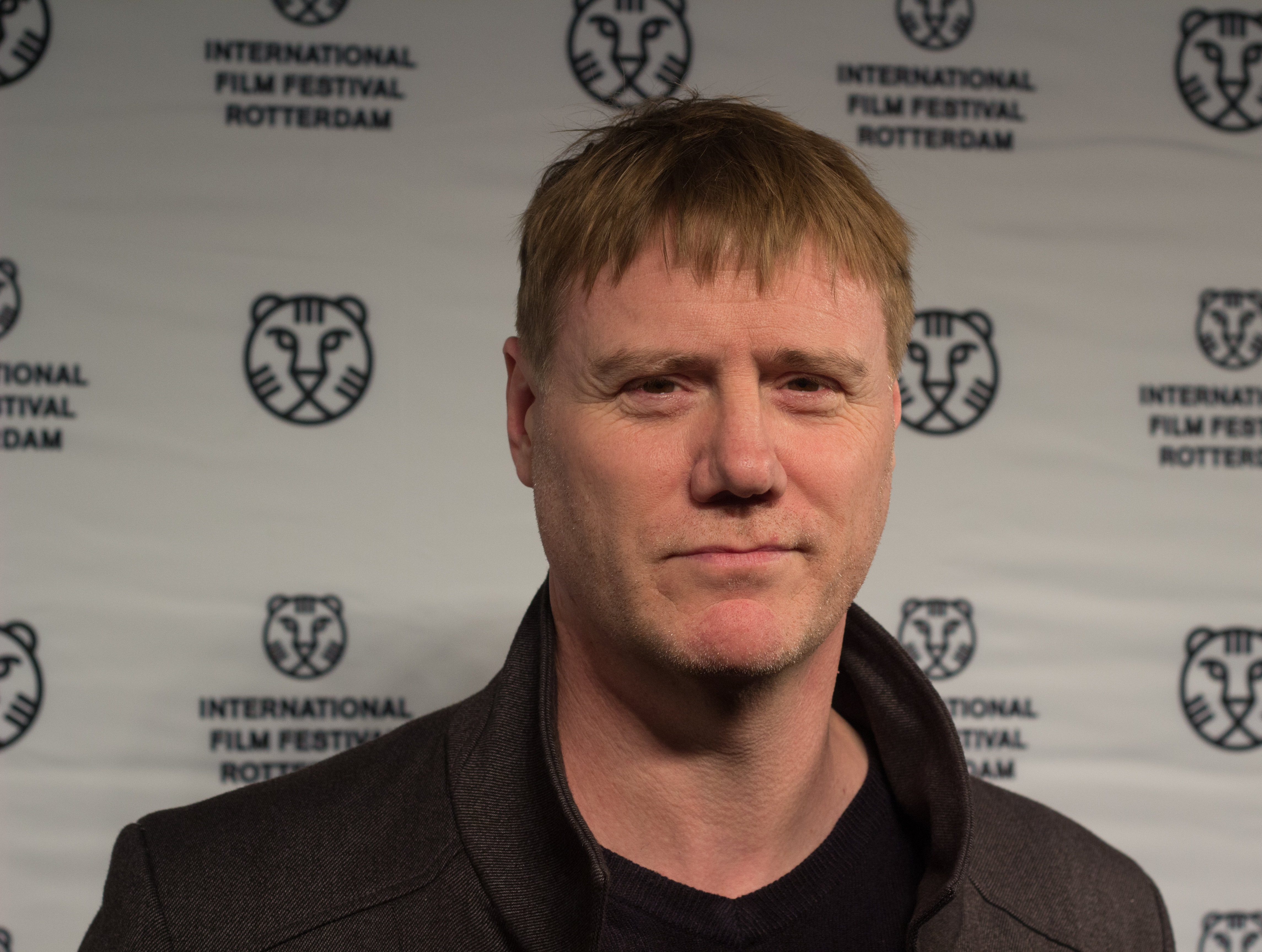
Steven Waddington, 2015

Steven Peter Waddington (* 1968 in Leeds, West Riding of Yorkshire) ist ein britischer Schauspieler.

## Leben
Steven Waddington konnte bereits in seiner Jugend erste schauspielerische Erfahrungen durch Schulaufführungen sowie durch kleinere Parts in regionalen Fernsehproduktionen sammeln, darunter auch in der preisgekrönten Seifenoper Emmerdale. Kurz nach seinem achtzehnten Geburtstag erhielt er einen Platz an der East 15 Acting School. 1989 beendete er dort seine Ausbildung und wurde Mitglied der Royal Shakespeare Company, mit welcher er anschließend in Stratford und Newcastle upon Tyne aktiv war.
Auf Vermittlung des Schauspielers Nigel Terry konnte Waddington bereits 1991 in dem historischen Filmdrama Edward II die Hauptrolle des titelgebenden englischen Königs übernehmen. Ein Jahr später spielte er mit der Rolle des Major Heyward in Michael Manns Der letzte Mohikaner erneut einen größeren Part. Weitere Filmrollen von Steven Waddington umfassen die des Mr. Killian in Tim Burtons Sleepy Hollow (1999) sowie die des Prasutagus in Boudica (2003). Eine weitere Hauptrolle konnte er 2001 in der britischen Filmproduktion Das B-Team: Beschränkt und auf Bewährung übernehmen.
Neben seiner Tätigkeit als Filmschauspieler trat Waddington auch wiederholt als Darsteller in Fernsehserien auf. So spielte er unter anderem zweimal die Rolle des Königs Richard in den Serien Robin Hood (2007) und Heroes and Villains: Richard the Lionheart (2007). 1997 wurde er in der BBC-Produktion Ivanhoe, welche auf dem gleichnamigen Buch des Schriftstellers Sir Walter Scott basierte, in der Titelrolle des Wilfred von Ivanhoe besetzt.
Waddington ist verheiratet und Vater eines Sohnes.

## Filmografie (Auswahl)
- 1991: Edward II
- 1992: Der letzte Mohikaner (The Last of the Mohicans)
- 1992: 1492 – Die Eroberung des Paradieses (1492: Conquest of Paradise)
- 1997: Face
- 1997: Ivanhoe (Fernsehserie)
- 1998: Tarzan und die verlorene Stadt (Tarzan and the Lost City)
- 1999: Sleepy Hollow
- 2000: Jeder stirbt – The Unscarred (The Unscarred)
- 2001: Das B-Team: Beschränkt und auf Bewährung (The Parole Officer)
- 2001: The Hole
- 2003: Boutica
- 2005: Breakfast on Pluto
- 2006: King Tut – Der Fluch des Pharao (The Curse of King Tut’s Tomb)
- 2007: Robin Hood (Fernsehserie, eine Episode)
- 2007: Heroes and Villains: Richard the Lionheart
- 2007: Die Tudors (The Tudors, Fernsehserie, 2 Episoden)
- 2008: Largo Winch – Tödliches Erbe (Largo Winch)
- 2010: Waterloo Road (Fernsehserie, 8 Episoden)
- 2012: Agent Hamilton 2 – In persönlicher Mission (Hamilton: Men inte om det gäller din dotter)
- 2012: The Crime (The Sweeney)
- 2012: Titanic (Fernsehserie, 4 Episoden)
- 2012: When the Lights Went Out
- 2014: Halo: Nightfall
- 2014: The Imitation Game – Ein streng geheimes Leben (The Imitation Game)
- 2014: Die Gärtnerin von Versailles (A Little Chaos)
- 2015: Dorf der verlorenen Jugend (Bridgend)
- 2017: Beautiful Devils
- 2017–2019: Jamestown (Fernsehserie)
- 2018: Kursk
- 2020: The Reckoning
- 2022: Uncharted
- 2022: Slow Horses – Ein Fall für Jackson Lamb (Slow Horses, Fernsehserie, 4 Episoden)
- 2023: The Trap